# Đánh đáo
Đánh đáo là một trò chơi dân gian được truyền qua nhiều đời ở Việt Nam. Đánh đáo phổ biến cả ở ba miền: Bắc, Trung và Nam. Vì là trò chơi phổ biến nên có rất nhiều biến thể, rất nhiều luật chơi khác nhau.

## Đánh đáo bằng cái chì
Trò đánh đáo này phổ biến ở nhiều địa phương miền Bắc thời bao cấp thiếu thốn. Để chơi, cần có một ít đồng xu và một "con cái" để đánh. Thông thường con cái này được đúc bằng chì. Trẻ em thường gom các mảnh chì từ các bình ắc-quy hoặc từ đâu đó, nấu chảy ra, đổ vào trôn của bát ăn cơm để làm thành con cái này. Con cái cũng có thể được đúc bằng khuôn nặn đất sét. Sau đó, cái chì sẽ được mài sơ đi cho nhẵn nhụi, dễ chơi.
Khi chơi, người chơi kẻ một vạch trên nền đất, rải các đồng xu lên để đánh. Người đánh phải đứng xa một khoảng tùy thỏa thuận và ở trước một vạch khác để đánh.
Lý tưởng nhất là đánh tan được cả cụm nhiều xu, sẽ ăn được nhiều nhất trong một lần đánh. Với các xu còn lại, có thể ăn bằng cách đơn giản nhất là đánh trúng đồng xu đó. Ai không đánh trúng thì mất lượt.
Tuy nhiên, luật chơi hoàn toàn có thể thỏa thuận để khác đi. Thí dụ các bên có thể thỏa thuận là chỉ đánh và ăn được khi các đồng xu này lật mặt khác...

## Các cách chơi khác
Đánh đáo được các trẻ em miền quê tổ chức chơi trên những nền đất mềm vừa phải, 2 hay nhiều em sẽ tổ chức thi đua với nhau. Ngoài các đồng xu, trẻ em còn có thể thay thể bằng nhiều đồ chơi khác như hình, dây chun (thun), bi ve, nắp chai,... Tùy theo từng giai đoạn (mùa chơi — "mùa dế", "mùa hình"...) mà một khu vực nào đó có thể cùng trao đổi một loại đồ chơi. Ngoài cách chơi đặc cược tất cả vào một ô còn có cách chơi đối kháng với nhau. Hai hoặc nhiều người chơi chọn cho mình một vị trí để đặt đáo (hòn), mỗi lượt một người cố gắng dùng đáo (hòn) của mình ném trúng đáo (hòn) của đối phương. Mỗi khi đánh trúng 1 đối phương, người chiến thắng có thể tiếp lượt để tấn công các đối thủ khác (nếu chơi nhiều người).

## Các dụng cụ làm đáo
Đáo có thể có nhiều dạng, miễn sao có mặt phẳng và đồ chà xát tương đối (dùng để kéo các đồ chơi mỏng như hình). Trong miền nam phổ biến các loại đáo gạch hoa (gạch bông), gạch men và cả các mẫu đá hoa cương. Điểm thuận tiện của việc dùng gạch là dễ tìm và dễ gò (có thể tìm ở các công trình xây dựng — ngoại trừ đá hoa cương). Người chơi sau khi tìm được một viên gạch thô sẽ tiến hành "gò" lại theo ý muốn (thường là bo các cạnh viền). Mục đích là khỏi vướng các chướng ngại vật khi hòn di chuyển. Mặc khác thể hiện tinh hoa và thẩm mỹ của người chơi.
Đối với trẻ em thành phố, rất khó có thể tìm được nền đất trống để chơi. Vì vậy thường dùng dép nhựa (hoặc dép xốp) để thay cho đáo. Và đồ chơi trao đổi thường là hình và dây thun. Kĩ thuật dùng dép nhựa tương đối dễ hơn kĩ thuật dùng đáo, nên thường khoảng cách từ điểm  bắt đầu đến ô cái sẽ xa hơn.
Ngoài các loại gạch, một số người chơi còn sáng tạo dùng líp (bánh răng truyền động) xe đạp để làm "đáo". Điểm mạnh của vật liệu này là di chuyển khi ném rất em, và tính chà xát tốt. Tuy nhiên, các đồ chơi sau khi giành được (hình, bi) thường không còn giữ tính nguyên vẹn.
Đối với trẻ em ở thành phố, việc tìm được một nền đất tốt rất khó khăn. Nên thường dùng các vật bằng nhựa (thường là dép nhựa hoặc dép xốp) để làm "đáo".